# RSA-3-2
RSA-3-2 – drugi stopień izraelskich rakiet nośnych Jerycho-2 i Shavit.